# 拉尔夫·维古姆
拉尔夫·维古姆（Ralph·Wiggum）是花枝·辛普森的同班同学。马特·格鲁宁说，拉尔夫是辛普森一家裡面自己最喜欢的角色。

## 特点

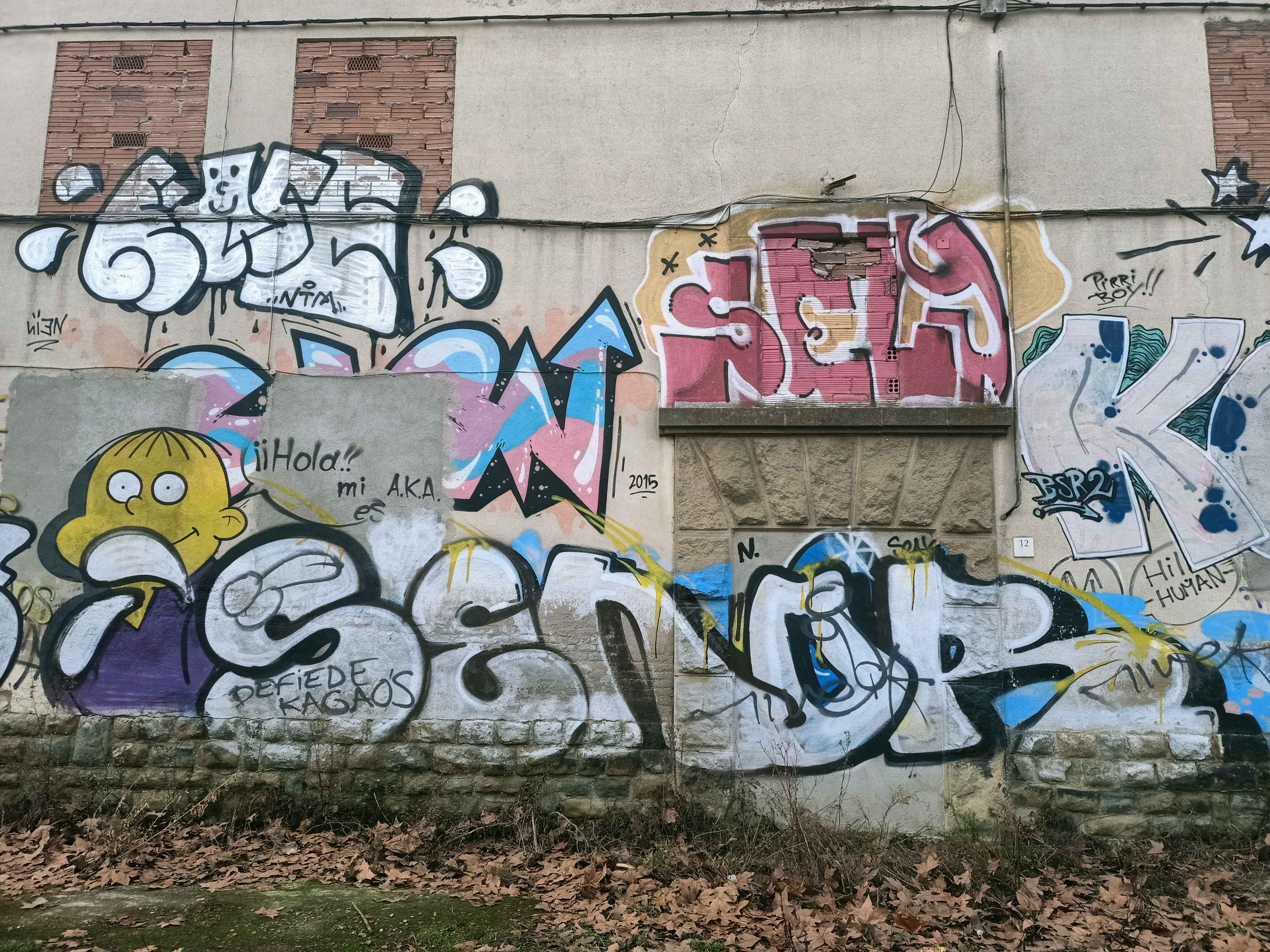

在许多剧集裡，拉尔夫都表现出低智商的特点。学习成绩拖全校后腿。他自己也说：“老师对我说，她（对我）不耐烦了！”他的招牌动作是抠鼻子和尿裤子。很可能因为这些原因，他在学校没有朋友。 他的父亲为此伤透脑筋，用尽办法。

但是拉尔夫个别时候又表现出优点，有时甚至是可贵的品质。11季20集中，他是个成功的踢踏舞学员，而一向以高智商著称的花枝·辛普森却比不上他。第4季15集中，他在学校的总统日晚会上成功的演出了华盛顿的形象，备受好评。9季18集中，他为了取回父亲的钥匙，不惜夜闯阴森的监狱。在和花枝、玛琦·辛普森等人的交往中，拉尔夫表现的老实而有教养，甚至得到了玛琦的好评

## 调侃
辛普森一家有调侃名人的传统。萨科齐、老布什等人都曾经成为牺牲品。21季20集，伊利莎白二世和查尔斯王子也被调侃。在节目的尾声，伊利莎白二世说：“我会想念拉尔夫的，他令我联想到我的儿子。”（I'll miss that Ralph Wiggum. Reminds me of my boy.)

## 信息来源
1. ↑  11季17集
2. ↑  Eric Moro. . IGN. 2007-07-28  [2007-07-29]. （原始内容存档于2007-08-04）.
3. ↑  20季11集
4. ↑  13季22集
5. ↑  第4季15集；9季18集
6. ↑  9季18集；20季19集
7. ↑  9季18集